# Ягремская волость
Ягремская во́лость — волость в составе Вытегорского уезда Олонецкой губернии. Существовала в 1914—2021 годах. Волостное правление находилось в с. Давыдовском. В настоящее время территория Ягремской волости относится к Каргопольскому району Архангельской области.

## История
В начале XVIII существовала Ягремская дворцовая волость Каргопольского уезда.
На основании постановления Олонецкого губернского присутствия от 6 июня 1914 года из Ягремского и Ильинского сельских обществ Тихмангской волости Вытегорского уезда была образована новая Ягремская волость.
По постановлению административной комиссии Олонецкого губернского исполкома от 22 ноября 1921 года Ягремская волость была присоединена к Тихмангской волости.